# Walther Richter
Walther Richter (født 25. september 1944) er en tidligere dansk fodboldspiller og træner. Civilt er han uddannet folkeskolelærer 1968 på Odense Seminarium og blev senere lektor samme sted.

## Sportslig karriere

### Fodbold
Richter spillede højre innerwing på det B 1909-hold, som blev Danmarksmester 1964 og og vandt Landspokalturneringen 1971, idet Richter spillede for klubben op gennem 1960'erne og i begyndelsen af 1970'erne.
I 1964 var han med på holdet i Mesterholdenes Europa Cup imod Real Madrid, der ubesværet vandt 5-2 i Odense og 4-0 i Madrid, Walther Richter og John Danielsen scorede målene mod Real Madrid. B 1909 deltog atter i Europa Cuppen i 1965, hvor modstanderne var Dinamo Bukarest, der vandt 4-0 i den rumænske hovedstad og efterfølgende 3-2 i Odense.
I Messebyturneringen, forløberen for UEFA Cupen, deltog han på B 1909's hold to gange. Hjemme mødte klubben i 1966 S.S.C. Napoli, der vandt 4-1 og 2-1 i Italien. I 1968 tabte B 1909 ude til Hannover 96 2-3. Walther Richter og Torben Hansen scorede. I Odense vandt tyskerne 1-0.
Den sidste tur ud i Europa fandt sted i 1971, hvor B 1909 som danske pokalvindere skulle ud i kvalifikation om en plads i Pokalvindernes hovedturneringen. B 1909 vandt hjemmekampen over Austria Wien 4-2 med 10.822 tilskuere på plads. Niels Thorn, Walther Richter, Mogens Berg og Hugo Andersen scorede. I returkampen i Wien vandt Austria 2-0 og gik dermed videre på reglen om udebanemål.
Richter var træner for Odense Boldklub 1986-1987, hvor han førte klubben til en 8. og 4. plads i landets bedste række.

### Bordtennis
Walther Richter var desuden en habil bordtennisspiller. I 1961 blev han dansk juniormester, da han vandt doublen med Vagn Lyhne, og i 1962 blev han fynsk mester i mixed-double med Ane Fisker Knudsen.

## Familie
Walther Richters far Willy Richter, som var tysker, født i Mähren (Tjekkoslovakiet), var anfører på B 1909's førstehold i 1930'erne og 1940'erne. Han var klubbens formand 1963-1967.
Walther Richter har to børn.